# پاتریک کابرال لالائو
پاتریک کابرال لالائو (به پرتغالی: Patric Cabral Lalau) مدافع اهل برزیل است.

## زندگی‌نامه
در شهر کریسیوما و در تاریخ ۲۵ مارس ۱۹۸۹ به دنیا آمده‌است.

## باشگاهی
از باشگاه‌هایی که در آن بازی کرده‌است می‌توان به اتلتیکو مینیرو، باشگاه فوتبال کریسیوما، باشگاه فوتبال بنفیکا، کروزیرو و کوریتیبا اشاره کرد.